# 미즈호노촌
미즈호노촌(瑞穂野村)은 도치기현의 중부, 가와치군에 속했던 촌이다.

## 역사
- 1889년 4월 1일 - 정촌제 시행에 의해 가와치군 미즈호노촌이 성립하였다.
- 1954년 10월 1일 - 우쓰노미야시에 편입해 소멸하였다.

## 참고문헌
- 『栃木県町村合併誌 第三巻上』 栃木県、1956年3月。